# Tamme-kastanjegalwesp

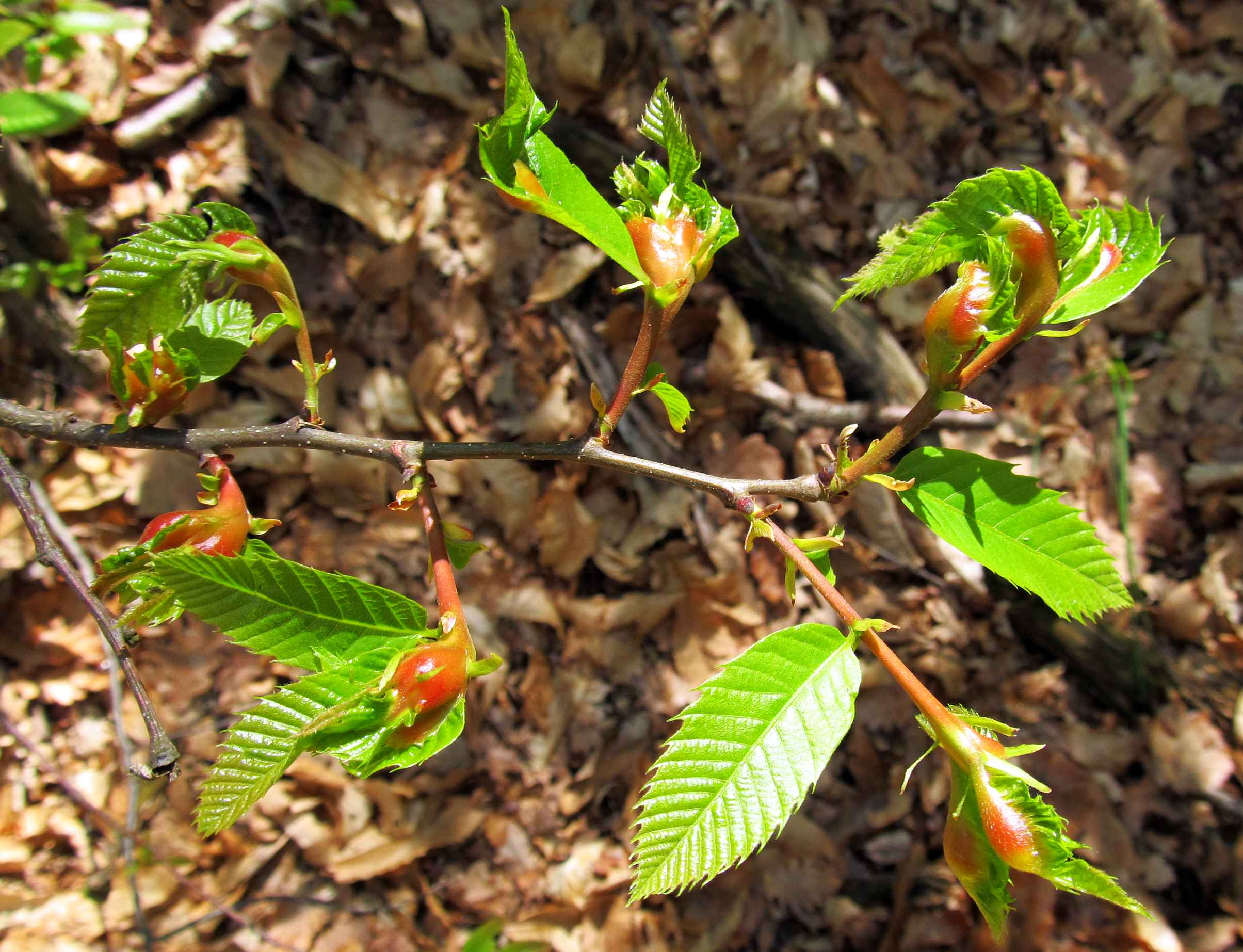
Gallen van de tamme-kastanjegalwesp

De tamme-kastanjegalwesp (Dryocosmus kuriphilus) is een vliesvleugelig insect uit de familie van de echte galwespen (Cynipidae). De wetenschappelijke naam van de soort is voor het eerst geldig gepubliceerd in 1951 door Yasumatsu.
Deze galwespensoort komt uit China maar heeft zich over andere delen van de wereld verspreid, vooral in het noordelijk halfrond. De verspreiding wordt in de hand gewerkt door menselijke activiteit zoals het vervoer van aangetast hout of het planten van nieuwe bomen. De tamme-kastanjegalwesp is onder meer gevonden in de Verenigde Staten, Japan, Slovenië, Italië, België en andere delen van de Europese Unie.
De tamme-kastanjegalwesp is een schadelijk insect dat kastanjebomen (Castanea Mill.) aantast. Wanneer de larven in de lente uitkomen vormen ze gallen op de nieuwe scheuten van de boom. Daarin verblijven ze de volgende 20 tot 30 dagen. Ze verpoppen tussen midden mei en midden juli. De groene tot felroze gallen, die 5 tot 20 millimeter groot zijn, blijven aan de boom gehecht en worden houtachtig. Ze tasten de bomen aan en kunnen ze zelfs doen afsterven.
De tamme-kastanjegalwesp is een quarantaineorganisme. De Europese Commissie heeft in 2006 een beschikking genomen om het binnenbrengen en de verspreiding van de tamme-kastanjegalwesp in de Europese Unie te voorkomen, nadat het dier in bepaalde delen van de Unie was aangetroffen. De noodmaatregelen betroffen onder meer het vaststellen van afgebakende gebieden vanwaar geen planten uit- of ingevoerd konden worden. De maatregelen bleken echter niet effectief; de wesp verspreidde zich verder in de Unie en in 2014 heeft de Commissie haar beschikking ingetrokken.